# Chruszczów (Nałęczów)
Chruszczów – część miasta Nałęczowa w Polsce położona w województwie lubelskim, w powiecie puławskim. Leży w zachodniej części miasta, nad rzeką Bystrą, wzdłuż ulicy Wiercieńskiego.
Wierni Kościoła rzymskokatolickiego należą do parafii św. Jana Chrzciciela w Nałęczowie.

## Historia
Chruszczów to dawniej samodzielna wieś. W latach 1867–1928 należała do gminy Drzewce, a 1929–1954 do gminy Nałęczów w powiecie nowoaleksandryjskim / puławskim; początkowo w guberni lubelskiej, a od 1919 w woj. lubelskim. Tam 14 października 1933 weszła w skład gromady o nazwie Chruszczów w gminie Nałęczów, składającej się ze wsi Chruszczów i kolonii Strzelce Chruszczowskie.
Podczas II wojny światowej Chruszczów włączono do Generalnego Gubernatorstwa (dystrykt lubelski, Kreis Pulawy). W 1943 roku liczba mieszkańców wynosiła 349. Po wojnie ponownie w województwie lubelskim, jako jedna z 11 gromad gminy Nałęczów w powiecie puławskm.
W związku z reformą znoszącą gminy jesienią 1954 roku, Chruszczów  włączono do nowo utworzonej gromady Nałęczów.
1 stycznia 1957 Chruszczów wyłączono ze znoszonej gromady Nałęczów i włączono go do utworzonego rok wcześniej osiedla Nałęczów, w związku z czym Chruszczów stał się integralną częścią Nałęczowa. Sześć i pół roku później, 30 czerwca 1963 Nałęczów otrzymał status miasta, przez co Chruszczów stał się obszarem miejskim.